# المسيحية في المغرب العربي
وصلت المسيحية إلى شمال أفريقيا منذ العصور الأولى لانتشارها على يد مبشرين عبروا إليها من فلسطين والدول المجاورة فإعتنق العديد من السكان خاصًة من الأمازيغ الديانة المسيحية وقد بُنيت الكنائس على مساحة المنطقة، ولكن بدأ الانتشار المسيحي بالانحسار وعدد المسيحيين ينخفض مع وصول الفتوحات الإسلامية إلى شمال أفريقيا بقيادة عقبة بن نافع حوالي سنة 681م. واختفت الجماعات المسيحيّة الأمازيغية في تونس والمغرب والجزائر في القرن الخامس عشر.
أنتجت المغرب العربي العديد من الشخصيات الذين كان لهم تأثير كبير في العالم المسيحي، بما في ذلك أوغسطينوس، أوريجانوس، ترتليان، قبريانوس القرطاجي ومرسيلوس من طنجة؛ فضلًا عن ثلاثة بابوات للكنيسة الكاثوليكية البابا فيكتور الأول، ملتيادس وغاليليوس الأول فضلًا عن شخصيات من الكتاب المقدس مثل سمعان القوريني والخصي الإثيوبي الذي عمّد بواسطة فيليب الإنجيلي.
أعيد إحياء المسيحية في المنطقة مرّة أخرى في القرن التاسع عشر. مع قدوم عدد كبير من المستوطنين والمهاجرين الأوروبيين والذين أطلق عليهم لقب الأقدام السوداء، أغلبيتهم انحدر من أصول فرنسية أو إيطالية أو إسبانية أو مالطية وحتى من أوروبا الشرقية، وانتمى أغلبهم إلى الكنيسة الرومانية الكاثوليكية مع وجود لأقلية كبيرة بروتستانتية، انتعشت المسيحية في الجزائر فبنيت الكنائس والمدارس والمؤسسات المسيحية وأعيد تأسيس أبرشية كاثوليكية عام 1838، ودخل عدد من السكان المحليين المسلمين إلى المسيحية.
خلال فترة الاستعمارة والحماية الأوروبية شكل المستوطنون الأوروبيون المسيحيون أكثر من 10% من إجمالي سكان المغرب العربي، وكانوا يسيطرون على المدن الكبيرة. وغداة الاستقلال بعد 5 يوليو 1962 قدّرت أعداد المسيحيين في الجزائر بحوالي 1.4 مليون نسمة، في حين قدّرت أعداد الكاثوليك في المغرب عشيّة الاستقلال بحوالي 550,000 نسمة، و250,000 مسيحي في تونس؛ فضلًا عن 140,000 مسيحي في ليبيا. عقب استقلال دول المغرب العربي هاجرت اعداد كبيرة من مسيحيين المنطقة مع تعرض المنطقة لموجات العنف، وبسبب التأميمات التي تعرضوا لها.
تتواجد اليوم في دول المغرب العربي تجمعات صغيرة من المسيحيين غالبيتهم من الأجانب الأوروبيين حيث أن العديد منهم متعهّدون أو موظّفو شركات عالميّة، إلى جانب القسم الأكبر منهم من ذوي الأصول الأوروبية ممن سكنوا ابان الإستعمار ويتجمعون في العواصم أو المدن الكبرى، مسيحيو هذه المناطق هم من الكاثوليك ويوجد لكل من تونس والجزائر والمغرب أبرشية خاصة، إلى جانب بعض البروتستانت، بينما الكنيسة القبطية هي الأكبر عددًا في ليبيا، وهناك أيضًا مجموعات صغيرة من المسيحيين المواطنين في هذه الدول اعتنقت المسيحية وهي إما عربية أو أمازيغية، وقد قدّر عددها في المغرب عام 2006 بين حوالي سبعة آلاف إلى حوالي أربعين ألف شخص، إلا أن الدولة لا تعترف بالتحوّل الديني، كما أنه في المغرب لا يجوز طباعة أو نشر أو استيراد الكتاب المقدس باللغة العربية. وتشير بعض التقارير إلى وجود أكثر من 100,000-380,000 جزائري (القسم الأكبر منهم أمازيغ) معتنق للديانة المسيحية خاصًة البروتستانتية.

## مقدمة
هناك مجتمعات من المسيحيين في دول المغرب الكبير معظمهم من أتباع الكنيسة الرومانية الكاثوليكية والبروتستانتية وهم الغالبيّة بين المسيحيين في الجزائر، والمغرب، وتونس، وموريتانيا والصحراء الغربية فضلًا عن سبتة ومليلية. ويتواجد في ليبيا مجتمع قبطي من أتباع الكنيسة القبطية الأرثوذكسية. أغلب أتباع الكنيسة الرومانية الكاثوليكية في المغرب الكبير هم ذوي الأصول الفرنسية، والإسبانية والإيطالية الذين هاجروا واستوطنوا خلال الحقبة الإستعمارية، في حين أن البعض هم المبشرين الأجانب أو العمّال المهاجرين.
هناك عدد من الطوائف المسيحية من أصول أمازيغية أو أصول عربية في بلدان المغرب الكبير، والذين تحولوا إلى المسيحية خلال العصر الحديث أو تحت وبعد الإستعمار الأوروبي. نظرًا لنزوح الأقدام السوداء في سنوات 1960؛ يذكر أنّ هناك عدد أكثر من المسيحيين الشمال الأفريقيين من الأمازيغ أو العرب يعيشون في فرنسا مقارنًة في دول المغرب العربي الكبير.
في الآونة الأخيرة، شهدت الطائفة البروتستانتية من الأصول الأمازيغيّة أو العربيّة نموًا كبيرًا، من خلال التحول إلى المسيحية، خاصًة إلى المذهب الإنجيلي، حيث التحول للمسيحية أكثر شيوعًا في الجزائر، وخاصًة في منطقة القبائل، والمغرب وتونس. وقدرّت دراسة تعود لسنة 2015 تحوّل 380,000 مسلم جزائري إلى المسيحية.

## تاريخ

### التاريخ القديم

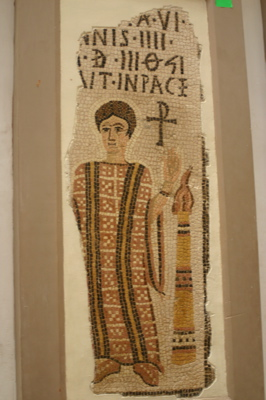
فسيفساء مسيحية في المتحف الوطني بباردو في تونس.

أخذت المسيحيَّة بالانتشار أولًا بين الأفارقة في برقة وطرابُلس وإفريقية ابتداءً من القرن الثاني الميلادي، وكان أوَّل أقاليم المغرب دُخولًا في المسيحيَّة إقليمُ برقة، وكان للمسيحيَّة فيها تاريخٌ طويل هو جُزءٌ من تاريخ المسيحيَّة في مصر، ثُمَّ انتشرت في إفريقية، وأصبحت هذه الأخيرة من مراكزها الرئيسيَّة، وقامت فيها الكنائس وامتدَّت بِصُورةٍ سطحيَّةٍ على طول الشريط الساحلي في المغربين الأوسط والأقصى حتَّى طنجة. وتُظهر واحدة من أوائل الوثائق التي تسمح لنا فهم تاريخية المسيحية في شمال أفريقيا والتي تعود إلى العام 180 ميلادي: أعمال شهداء قرطاج. وهو يسجل حضور عشرات من المسيحيين الأمازيغ في قرية من مقاطعة أفريكا أمام الوالي. أتى المبشرون بالمسيحية إلى المغرب خلال القرن الثاني، ولاقت هذه الديانة قبولا بين سكان البلدات والعبيد وبعض الفلاحين.
بدأ تنظيم الكنيسة الإفريقيَّة في مُنتصف القرن الثالث الميلاديّ على يد القدِّيس قبريانوس القرطاجي، وانتشرت المسيحيَّة بين كثيرٍ من أهالي البلاد الذين كانوا يلتمسون المبادئ التي تُحقق لهم ما يصبون إليه من سيادة العدل والإنصاف. وقد تعارضت التعاليم المسيحيَّة مع المفاهيم الرومانيَّة القائمة على تأليه الأباطرة وعبادتهم إلى جانب آلهة روما، واستشعرت الإمبراطوريَّة بالخطر لمَّا رفض النصارى الالتحاق بالجيش الروماني والمُشاركة في حُروب الدولة، فقام الإمبراطور ديكيوس وطلب في سنة 250م من جميع رعاياه أن يُعلنوا عن وطنيَّتهم بإعلانهم التمسُّك بالديانة الوطنيَّة والتنصُّل من كُل العبادات الأُخرى وخاصَّةً المسيحيَّة والمانويَّة. فترك الكثيرُ من النصارى المغاربة ديانتهم حتَّى قال القدِّيس قبريانوس كلمتهُ المشهورة: «لَقَد كَانَ عَدَدَهُم أَكثَرُ مِن قُوَّةِ إِيمَانِهِم». واضطهدت الإمبراطوريَّة النصارى وعطَّلت كنائسهم وصادرت مُمتلكاتهم، وانتهى الأمر بِإعدام القدِّيس قبريانوس بِقطع رأسه. وعلى عهد دقلديانوس اشتدَّت الدولة ضدَّ المسيحيين الذين تشبثوا بدينهم، وقاموا بِما يُشبه العصيان المدني، وقاوموا الإمبراطوريَّة بِشراسةٍ وعناد، حتَّى أنَّ الكنيسة أعلنت حرمان من يُلقي السلاح من رحمتها. ورُغم أنَّ الكنيسة نجحت في تنظيم نفسها وفي الصُمود بوجه الاضطهادات الرومانيَّة، إلَّا أنها بقيت مقصورةً على سواحل المغرب ولم تصل إلى القبائل الضاربة في بوادي وجبال المغرب الأقصى. وعرفت الكنيسة المغربيَّة انقساما خاصًا بها، هو المذهب الدوناتي - نسبةً إلى صاحبه دونات الكبير، أسقف الوطنيين، الذي أعلن عدم الاعتراف بأي كاهنٍ مهما علت مرتبته طالما كان مُستكينًا وراضخًا للسُلطات الإمبراطوريَّة، وطلب الاستشهاد في سبيل ذلك واستجاب لهُ كُل السَّاخطين على الإمبراطوريَّة وخاصَّةً من طبقات الكادحين.

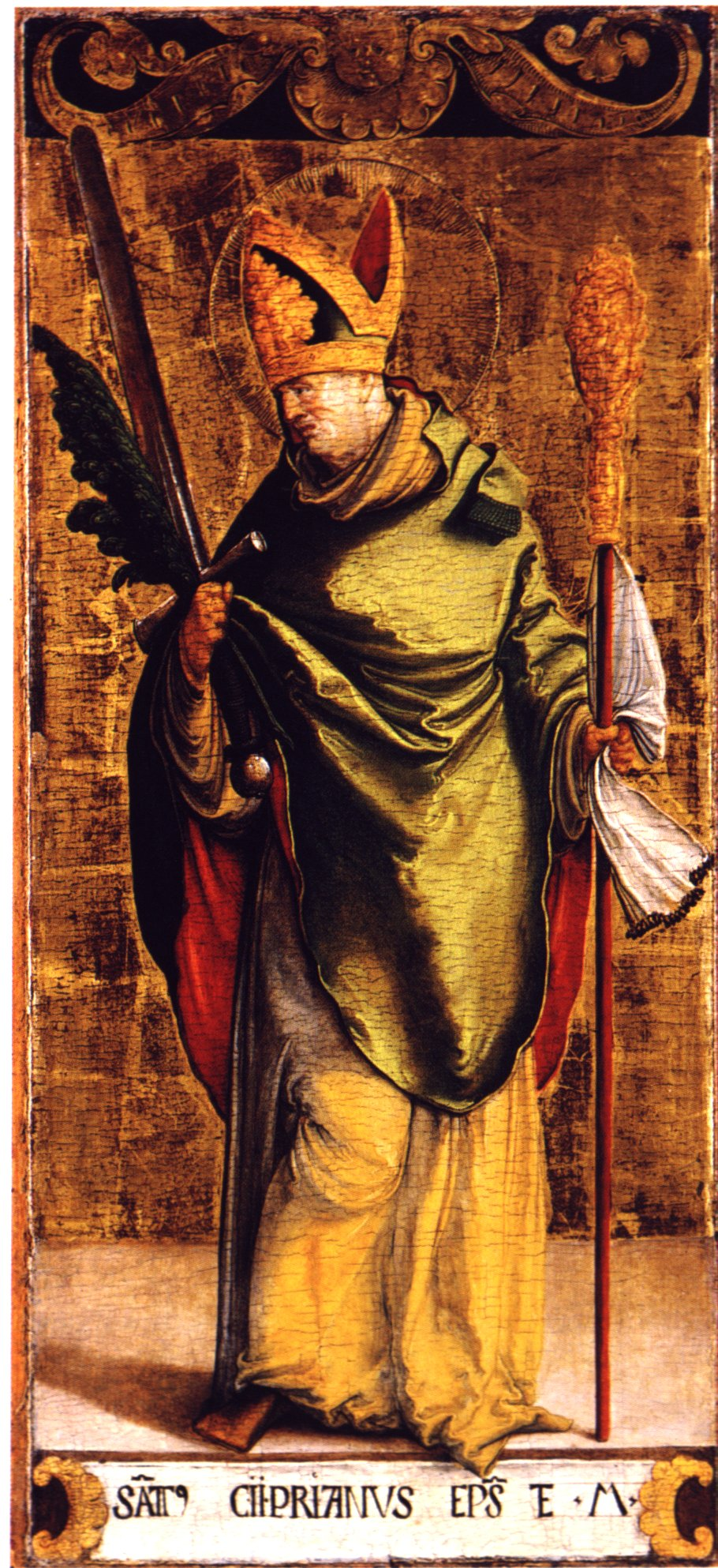
رسمٌ تخيُليّ للقدِّيس قبريانوس القرطاجي، مُؤسس الكنيسة الإفريقيَّة.

يرتبط التاريخ المبكر للمسيحية في شمال أفريقيا ارتباطَا وثيقَا بشخص ترتليان. الذي ولد من أبوين وثنيين تحول للمسيحية في قرطاج في سنة 195 ميلادي وأصبح قريبَا من النخبة المحليّة، والتي حمته من القمع من قبل السلطات المحليّة. وهة أول من كتب كتابات مسيحية باللغة اللاتينية. كان مهمًا في الدفاع عن المسيحية ومعاداة الهرطقات بحسب العقيدة المسيحيّة. ربما أكبر سبب لشهرته صياغته كلمة الثالوث وإعطاء أول شرح للعقيدة.
بعد فترة ترتليان، إتخذت المسيحيّة طابعًا أفريقيّ أمازيغيّ في المنطقة. حاول عدد من المفكرين المسيحيين من الأمازيغ مثل تقديم إيمانهم بشكل له المزيد من النظام والعقلانية مستخدمين صفات ثقافة عصرهم؛ نبع ذلك من إدراك أنه إن لم ترد الكنيسة البقاء كشيعة على هامش المجتمع يترتب عليها التكلم بلغة معاصريها المثقفين؛ وتكاثر مؤلفات الدفاع: هبرابوليس، أبوليناروس وميلتون وجهوا مؤلفاتهم للإمبراطور ماركوس أوريليوس، وأثيناغوراس ومليتاديس نشروا مؤلفات مشابهة حوالي العام 180؛ لقد ساهمت الشخصيات المثقفة مثل أوريجانوس، ترتليان، وقبريانوس القرطاجي في تسهيل دخول المسيحية ضمن المجتمع السائد.
عندما أصبحت المسيحيَّة الديانة الرسميَّة للإمبراطوريَّة أيَّام قُسطنطين الأوَّل، وقف هذا الأخير ضدَّ الدوناتيَّة واعتبرهم خارجين عن القانون. وترتَّب على تحالف الإدارة والكنيسة ضدَّ المذهب الدوناتي أن أصبح المذهب رمز المُقاومة الشعبيَّة، وازداد انتشاره بِزيادة انتشار الفقر والبُؤس بين الأهالي الذين ثاروا ضدَّ الحُكومة والطبقة الغنيَّة، ودعوا إلى المُساواة. وحاولت الحُكومة مُجادلة أصحاب هذا المذهب، فكان القدِّيس أوغسطين ألد أعدائه، حيثُ شهَّر به وهاجم أساليبه العنيفة، وأباح للدولة استعمال العنف ضدَّ أصحاب هذا المذهب لِكسر شوكتهم وإعادتهم إلى حظيرة الكنيسة النيقيَّة. لكنَّ النتيجة جاءت عكسيَّة، إذ تحالف الكادحون والفُقراء مع الدوناتيَّة، واستمرَّ الصراع إلى وفاة دونات سنة 355م، واتخذ شكل الثورة الوطنيَّة في طرابُلس ونوميديا إلى سنة 375م. وبعد وفاة دونات استمرَّ أوغسطين في مُحاربة المُنشقين عن الكنيسة الوطنيَّة والهراطقة حتَّى انتصرت الكنيسة الإفريقيَّة على أعدائها، على أنَّ الدوناتيَّة استمرَّت بعض جماعاتها إلى القرن السَّادس الميلاديّ. وعندما وقعت بلادُ المغرب تحت حُكم قبائل الوندال الجرمانيَّة، ابتدأ فصلٌ جديد من فُصول الصراع الدينيّ، فقد فرض الوندال على الناس مذهبهم الآريوسي الذي يقول بطبيعة المسيح البشريَّة، واضطهدوا النصارى النيقيين وصادروا أملاك الكنيسة وأموالها وحوَّلوها إلى الآريوسيين. ولمَّا استعاد الروم البلاد المغربيَّة من الوندال، أخذت الدولة تعمل على حسم الخلافات الدينيَّة، فاستعاد البيزنطيّون الكنائس المُغتصبة، وثأروا من الآريوسيين أشد الثأر، واضطهدوا الدوناتيَّة وكذلك اليهود، ولكنَّ ذلك لم يمنع انتشار مذاهب جديدة مثل النسطوريَّة القائلة بِثُنائيَّة طبيعة المسيح: الإلهيَّة والإنسانيَّة.

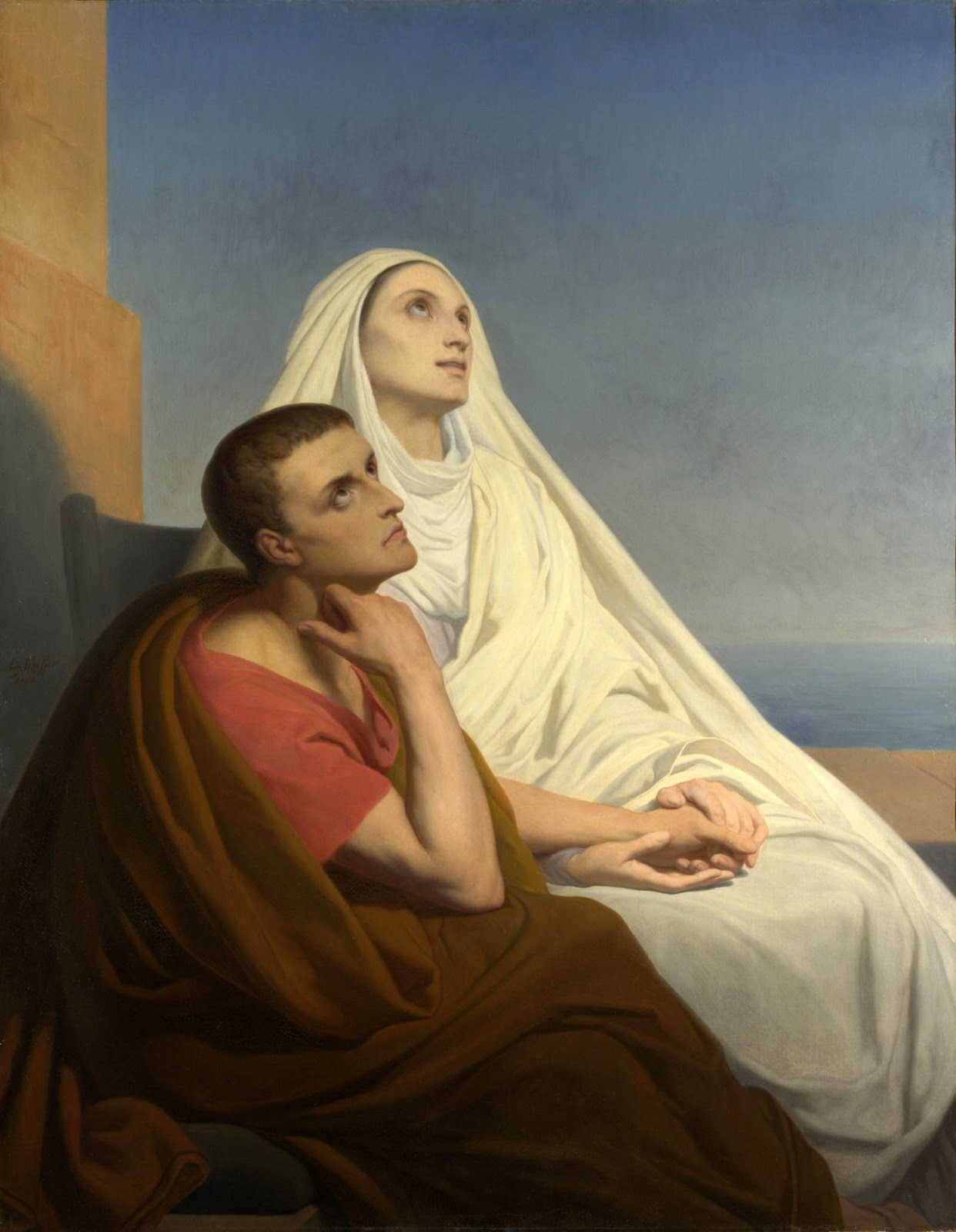
أوغسطينوس وأمه مونيكا وهم من الأمازيغ المسيحيين.

ولم تنتهِ مشاكل المسيحيَّة عند هذا الحد، إذ انقسم اليعاقبة أصحاب مذهب الطبيعة الواحدة، وهو المذهب الرسمي للإمبراطوريَّة البيزنطيَّة على أنفُسهم، وتدخلت الإمبراطورة ثُيودورا زوجة جُستنيان في سبيل المُحافظة على وحدة الكنيسة، وقامت بِإجراءاتٍ كان من نتيجتها ثورة أهل إفريقية الذين احتجوا على الإمبراطور في القُسطنطينيَّة والبابا في روما. واستخدم جُستنيان ضدَّهم العنف والإرهاب مما عمل على اتساع الهُوَّة بين الإمبراطوريَّة وإفريقية. وخِلال هذه الفترة عاود المذهب الدوناتي الظُهور بعد أن انتشرت المفاسد بين رجال الكنيسة كالرشوة وقلَّة الانتظام والتحاسد. ومع مطلع القرن السابع الميلاديّ ونتيجةً لِقيام إفريقية بِدورٍ هام في سياسة الإمبراطوريَّة القاضية بِخلع الإمبراطور فوقاس وتزويد الجيش البيزنطي بالرجال لِحرب الفُرس الساسانيين وإخراجهم من مصر والشَّام، أنعم هرقل عليها فشهدت عصرًا من السلام، وتمتع أهلها بِقسطٍ كبيرٍ من الحُريَّة الدينيَّة والاطمئنان، واستغلَّ البابا جرجير الأوَّل هذا الهُدوء فأرسل البعثات التبشيريَّة إلى المناطق الداخليَّة لِنشر المسيحيَّة بين البربر، فنجحت بعضها بذلك. وترتب على ذلك أن ازدهرت علاقة الكنيسة الإفريقيَّة بِروما، مع احتفاظها بِعلاقتها الإداريَّة مع القُسطنطينيَّة. وفي سنة 638م ظهر في إفريقية مذهبٌ جديد هو مذهب بطريرك القُسطنطينيَّة سرجيوس الأوَّل، المشهور بالمذهب المونوثيليتي أو مذهب المشيئة الواحدة الذي يقول بالطبيعة الإلهيَّة والإنسانيَّة معًا للمسيح، وقد وقف إلى جانبه هرقل رغبةً منهُ في اكتساب تأييد اليعاقبة وإنهاء الصراعات المذهبيَّة في البلاد. وعارضت الكنيسة الإفريقيَّة هذا المذهب، وانتهى الأمر بأن أعلنت أُسقفيَّة قرطاج عدم صلاحيَّة الإمبراطور لِحُكم البلاد والعباد وأنَّهُ يجب خلعه عن العرش. وسُرعان ما تعقَّد الموقف أكثر مع الفتح الإسلاميّ لِمصر، إذ وفد بعض القساوسة اليعاقبة من مصر إلى إفريقية لِنشر مذهبهم، وكان لِحماسهم في الدعوة أثرٌ كبير في جعل الإمبراطور قُسطنطين الثالث بن هرقل يسمح لهم بِمُمارسة شعائر مذهبهم بِحُريَّة. وأدَّى انتشار مذهبهم في إفريقية إلى وُقوف قساوسة هذه الأخيرة في وجه الإمبراطوريَّة وإلى انفصالهم شيءًا فشيئًا عنها. وعندما تولَّى الإمبراطور قُنسطانز العرش سنة 641م وكان مُعتنقًا المونوثيليتيَّة، لم يأل رئيس مُعارضة هذا المذهب في إفريقية، وهو الأُسقف مكسيموس، لم يأل جُهدًا في دفع سُكَّان المغرب المسيحيين والبربر إلى إعلان خلعهم لِطاعة الإمبراطور وتنصيب حاكم إفريقية البطريرك جرجير بن نيقيتاس على العرش، وكان المُسلمون حينها على وشك أن يفرغوا من فتح مصر، وطرق باب المغرب.

### وصول الفتوحات الإسلامية

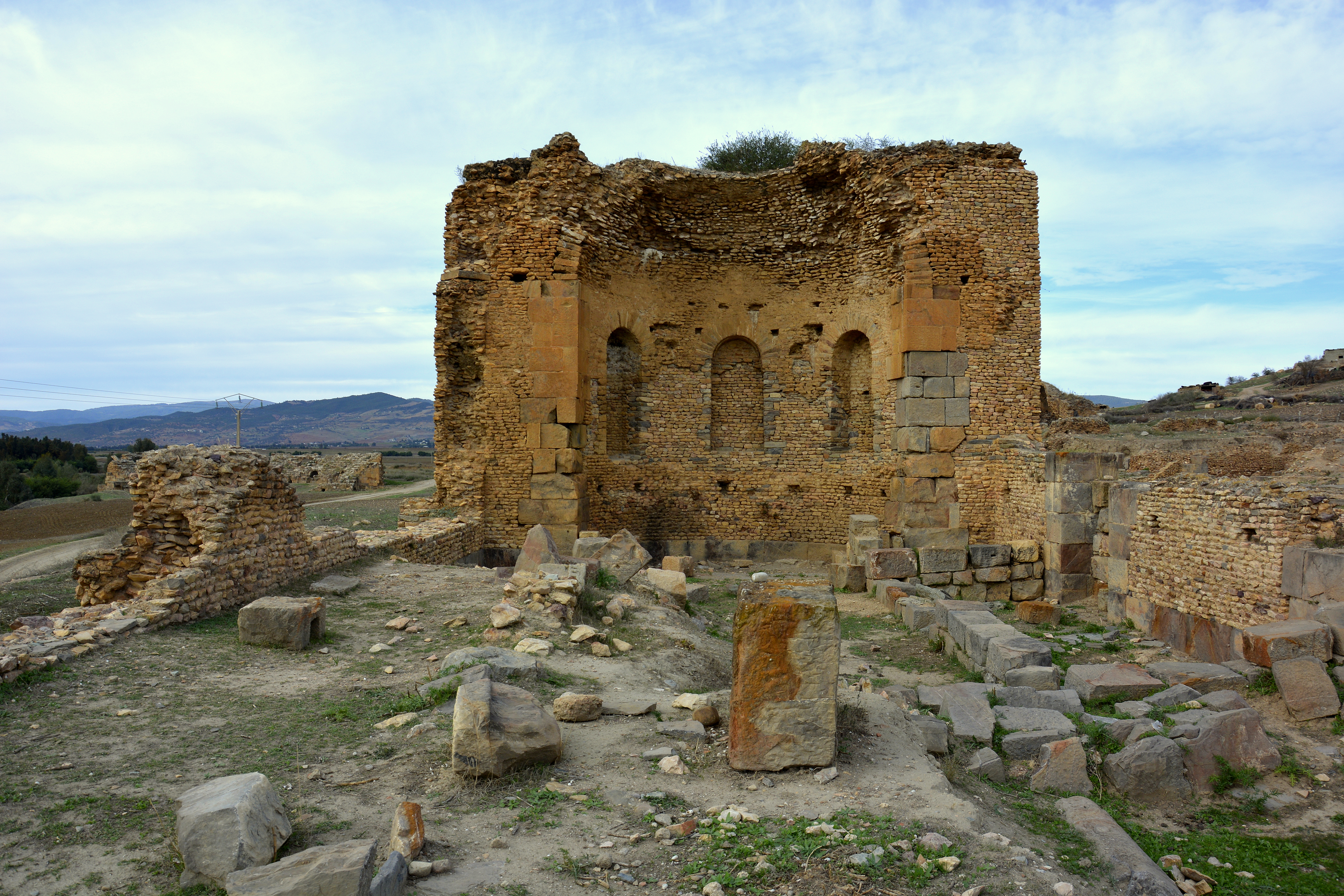
أطلال إحدى الكنائس البيزنطيَّة القديمة في تُونُس.

بظهور الإسلام إلى منطقة المغرب بعد سِلسلةٌ من الحملات والمعارك العسكريَّة التي خاضها المُسلمون تتوجت أثناء وصول عقبة بن نافع إلى الشمال الإفريقي (بين 681 م و683 م) بدأ تقلص الكنيسة القديمة في الشمال الإفريقي والمغرب بينما كان في الشمال الإفريقي في القرن الثالث الميلادي نحو ثلاثين مجمع كنسي إفريقي وما يقارب ستمائة أسقف في عهد القديس أوغسطينوس  حيث تراجعت المسيحية بشكلٍ كبيرٍ حتَّى اختفت كُليًّا من كافَّة أنحاء المغرب وفق الرأي التقليدي، ويُعتقد أنَّ سبب تراجع واختفاء المسيحيَّة في إفريقية كان بِسبب عدم وُجود رهبنةٍ قويَّةٍ مُتماسكةٍ تضُمُّ حولها شتات النصارى الأفارقة، كما أنَّ الكنيسة الإفريقيَّة كانت حتَّى زمن الفُتوح الإسلاميَّة ما تزال تُعاني من آثار الاضطرابات بينها وبين كنيسة القُسطنطينيَّة ومن الحركات والثورات التي قام بها الهراطقة. لِهذا، يبدو أنَّ بعض الأفارقة والبربر المسيحيين وجدوا في الإسلام مُنقذًا لهم من تلك التخبُطات التي عانوا منها، ويبدو أنَّ بعضهم الآخر كان يعتنق المسيحيَّة ظاهريًّا فقط، وما أن سنحت لهُ الفُرصة حتَّى ارتدَّ عنها. وإضطهدت الخلافة الأموية العديد من المسيحيين الأمازيغ في القرنين السابع والثامن، والذين أجبروا على التحول ببطء إلى الإسلام.
خلال القرون اللاحقة للفتح الإسلامي، ظلّ المسيحيون الذين اصطبغوا بالصبغة الرومانية يشكلون غالبية السكان على مدى قرنين بعد الفتح الإسلامي، وظلّت بعض المناطق النائية، بل وبعض المدن مثل قرطاج ومدينة تونس، تضم جيوباً صغيرة من المسيحيين، وذلك ي منطقة مزاب في القرن الحادي عشر، وفي قفصة في القرن الثاني عشر، وفي بعض قرى نفزاوة في القرن الرابع عشر. وفي مدينة توزر ظلّت الجماعة القديمة من المسيحيين موجودة حتى القرن الثامن عشر. ويتجه الرأي المُعاصر، بالاستناد إلى بعض الأدلَّة، إلى القول بأنَّ المسيحيَّة الإفريقيَّة صمدت في المنطقة المُمتدَّة من طرابُلس إلى المغرب الأقصى طيلة قُرونٍ بعد الفتح الإسلاميّ، وأنَّ المُسلمون والمسيحيّون عاشوا جنبًا إلى جنب في المغرب طيلة تلك الفترة، إذ اكُتشفت بعض الآثار المسيحيَّة التي تعود إلى سنة 1114م بِوسط الجزائر، وتبيَّن أنَّ قُبور بعض القديسين الكائنة على أطراف قرطاج كان الناس يحجُّون إليها ويزورونها طيلة السنوات اللاحقة على سنة 850م، ويبدو أنَّ المسيحيَّة استمرَّت في إفريقية على الأقل حتَّى العصرين المُرابطي والمُوحدي. في القرن الحادي عشر كان هناك سبعة وأربعون أسقفية في المغرب. وكان سلاطين الدولة الحفصية يختارون حرسهم الخاص من أفراد الصغيرة من أبناء البلاد من المسيحيين، الذين كانوا يتميزون تماماً عن التجار المسيحيين الأجانب. واختفت الجماعات المسيحيّة الأمازيغية في تونس والمغرب والجزائر في القرن الخامس عشر.

### العصر المرابطي

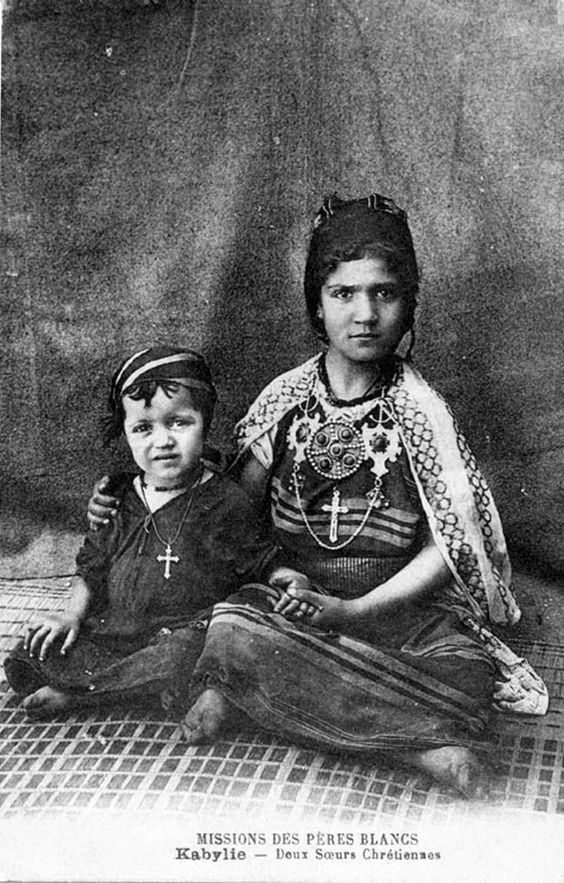
شقيقتين مسيحيتين من منطقة القبائل؛ صمدت المسيحيَّة الأمازيغيَّة حتى القرن الخامس عشر وأعيد أحيائها في القرن التاسع عشر.

كانت مواقع انتشار واستقرار النصارى في الأندلس في العصر المرابطي، معظمها في المدن فضلا عن استقرار بعضهم بالبوادي. عرف الكثير من المسيحيين في المغرب والأندلس بالقوة والنفوذ والثراء خصوصًا في إشبيلية، وامتهنوا مهن متنوعة كتربية الماشية والزراعة في الأرياف، وصيد السمك، أما في المدن فقد زاولوا حرفا مختلفة، واشتغلوا بالتجارة، فكانوا بذلك أكثر العناصر نشاط وأكثرهم تلاؤما مع ظروف الحياة في البلاد الأندلسية.
وصل عدد كبير من المسيحيين إلى مكانة اجتماعية مرموقة في عهد المرُابطون؛ وأصحاب نفوذ وجاه، وحظوا برعاية الدولة خاصة في عهد علي بن يوسف، حتى إن إحدى الوثائق المسيحية أكدت أن تعلُّقه بالنصارى فاق تعلُّقه برعيَّته، وأنه أنعم عليهم بالذهب والفضة وأسكنهم القصور. وشارك النصارى المسلمين في استغلال المرافق الاجتماعية حيث سمح لهم باستقاء المياه مع المسلمين من بئر واحدة، ونظرا للتسامح الديني معهم سمح للنصارى بالخروج مع المسلمين في صلاة الاستسقاء.
وحرص الأمراء المرابطين على حفظ الحقوق الاجتماعية للنصارى والضرب على أيدي كل من حاول المس بهم. وخصصت لهم الدولة المرابطية مقابر خاصة، تماشيا مع عاداتهم وتقاليدهم في دفن موتاهم وتعرف هذه المقابر باسم «مقابر الذميين». وفي المقابل تثبت بعض النصوص ما تعرضوا له من تشدد من طرف بعض الفقهاء كالمطالبة بمنع المسيحيات من الدخول إلى الكنائس إلا في أيام الاحتفالات والأعياد. ورغم أن النصارى كانوا يرتدون لباسا خاصا بهم، إلا أنهم كانوا يلبسون أزياء المسلمين، ورغم مطالبة بعض الفقهاء لهم بالكف عن ذلك، إلا أنهم استمروا في ارتدائها.
ويعد الأمير علي بن يوسف، المولود من أم مسيحيَّة، أول من استخدام الروم وأدخلهم المغرب. حيث لم يقتصر استخدامهم على العمل في الجيش بل تعدى إلى مجالات أخرى كجباية الأموال من سكان الجبال في المغرب. وبدأ عدد المسيحيين في المغرب يتناقص بسبب هجرتهم نحو الممالك المسيحيَّة بعد أن قام الفونسو المحارب بترحيل عدد كبير من الأسر المسيحية. أبرز عمليات تهجير المسيحيين المعاهدين المستعربين إلى المغرب تمت في شهر رمضان من سنة 519 هـ/ 1125م، الذين اتخذوا من مراكش وسلا ومكناسة وغيرها من بلاد العدوة مستقرا لهم. بعد أن وقع نظر القاضي ابن رشد الجد على تغريب وإجلائ فئة كبيرة منهم عن أوطانهم، بسبب تورطهم في التعاون مع جيش ألفونسو المحارب. كما يعد أسرى الحرب رافدا آخر لتوافد المسيحيين وتواجدهم بأرض المغرب الأقصى، ولضخامة معركة الزلاقة، وصل عدد الأسرى الذين سقطوا في يد المرابطين إلى عشرين ألف، تم نقلهم إلى المغرب الأقصى إن صحت رواية مارمول كاربخال.

### الحكم العثماني

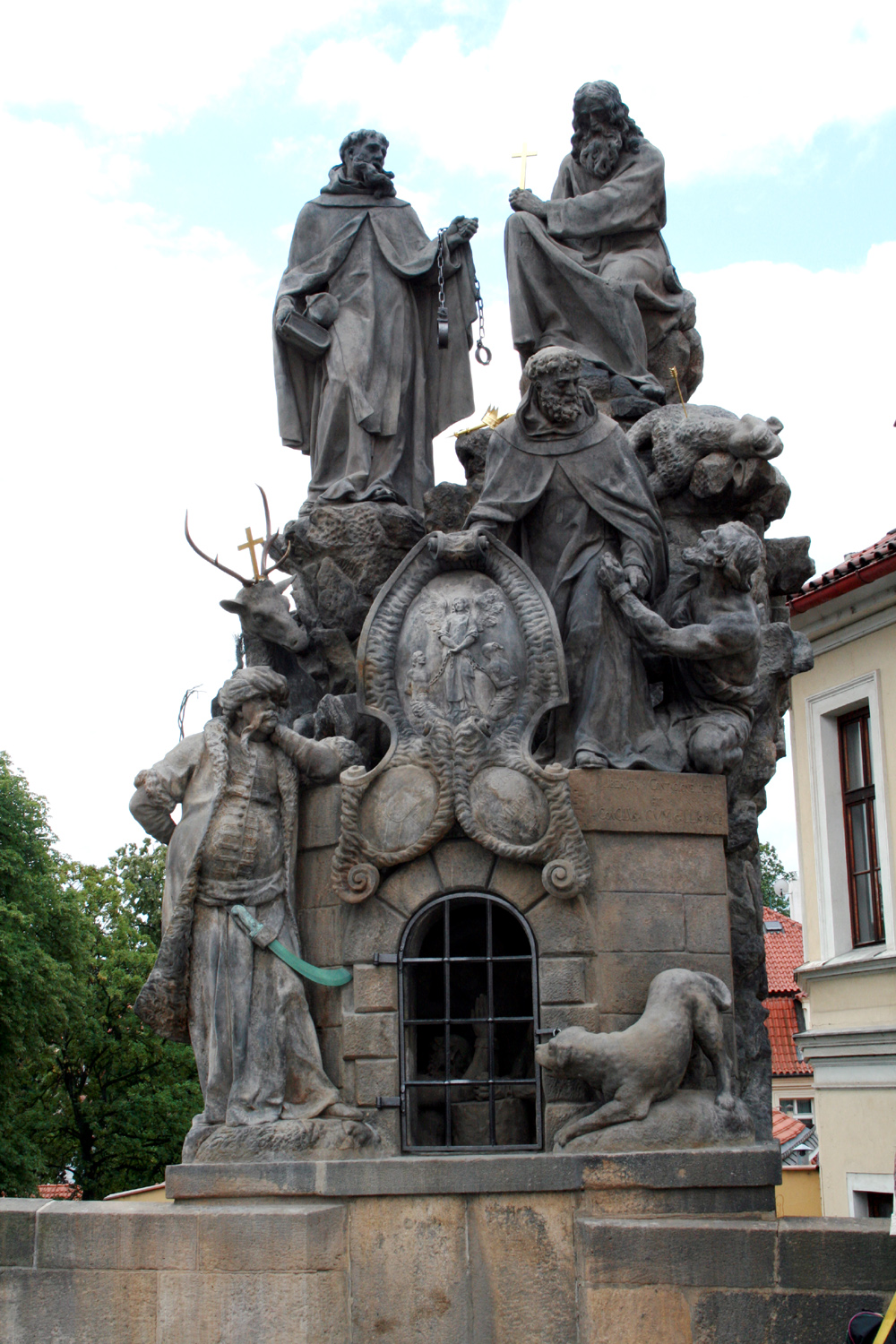
نصب تحرير الأسرى المسيحيين من قبل الآباء الثالوثيين.

في القرن الخامس عشر إعيد احياء المسيحية على مذهب الكاثوليكية من جديد. في عام 1415، عندما احتلت مدينة سبتة قام البرتغاليون ببناء كاتدرائية القديسة مريم العذراء. وتأسست الأبرشية الرومانية الكاثوليكية في سبتة بعد ذلك بعامين، وتم دمج مطرانية الرومان الكاثوليك قادس ذي سبتة، في عام 1851. الكاتدرائية الحالية، بنيت في أواخر القرن السابع عشر، وتجمع بين عناصر الباروك والكلاسيكي الجديد.
في 17 سبتمبر 1497: قام خوان ألونسو بيريث دي غوثمان إي دي ريبيرا بالاستيلاء على مليلية وضمها إلى المملكة الإسبانية. تأسست الكنائس في مدينة مليلية وسبتة وسكنها العديد من المسيحيين الكاثوليك حيث ما زلوا يشكلون الأكثرية السكانيّة فيها.
في القرن الخامس عشر عرفت المنطقة جهاد بحري وهي عمليات التي قام بها المسلمون ضد سواحل أو سفن الدول الأوروبية المعادية لها من القرن السادس عشر إلى أوائل القرن التاسع عشر في منطقة الغربية للبحر الأبيض المتوسط وعلى طول سواحل المحيط الأطلسي الأوروبية والأفريقية. كانت قواعد انطلاقهم كانت معاقل منتشرة على طول سواحل شمال أفريقيا خصوصاً مدن تونس، وطرابلس، وسلا، وموائي أخرى بالمغرب كما كانت الجزائر القاعدة الرئيسية للجهاد البحري.
بالنظر لما تعرض له المسلمون في الأندلس، والهجمات الأوروبية على الشمال الأفريقي باحتلال البرتغال لمدينة سبتة عام 1415، واستيلاء الأسبان على المرسى الكبير عام 1505 ومدن حجر باديس ووهران وبجاية سنة 1508 وطرابلس الغرب في عام 1535 قبل أن يتنازلوا عنها لفرسان القديس يوحنا. وبالتالي تواجدت جالية مسيحية أوروبية تتكون من الأسرى بشكل خاص؛ وقد تأسست في أوروبا المسيحية عدد من الرهبانيات المسيحية والتي عملت على تحرير الأسرى المسيحيين من بين هذه الرهبانيان كان الآباء الثالوثيين وكان هدفها وتهدف الرهبانية إلى فدية السجناء المسيحيين وإطلاق سراحهم. وحقق الثالوثيون الحوار بين الحضارات في بلدان البحر المتوسط والتبادل الثقافي بقبول سلمي وروحي.

### الإستعمار الأوروبي

#### الجزائر

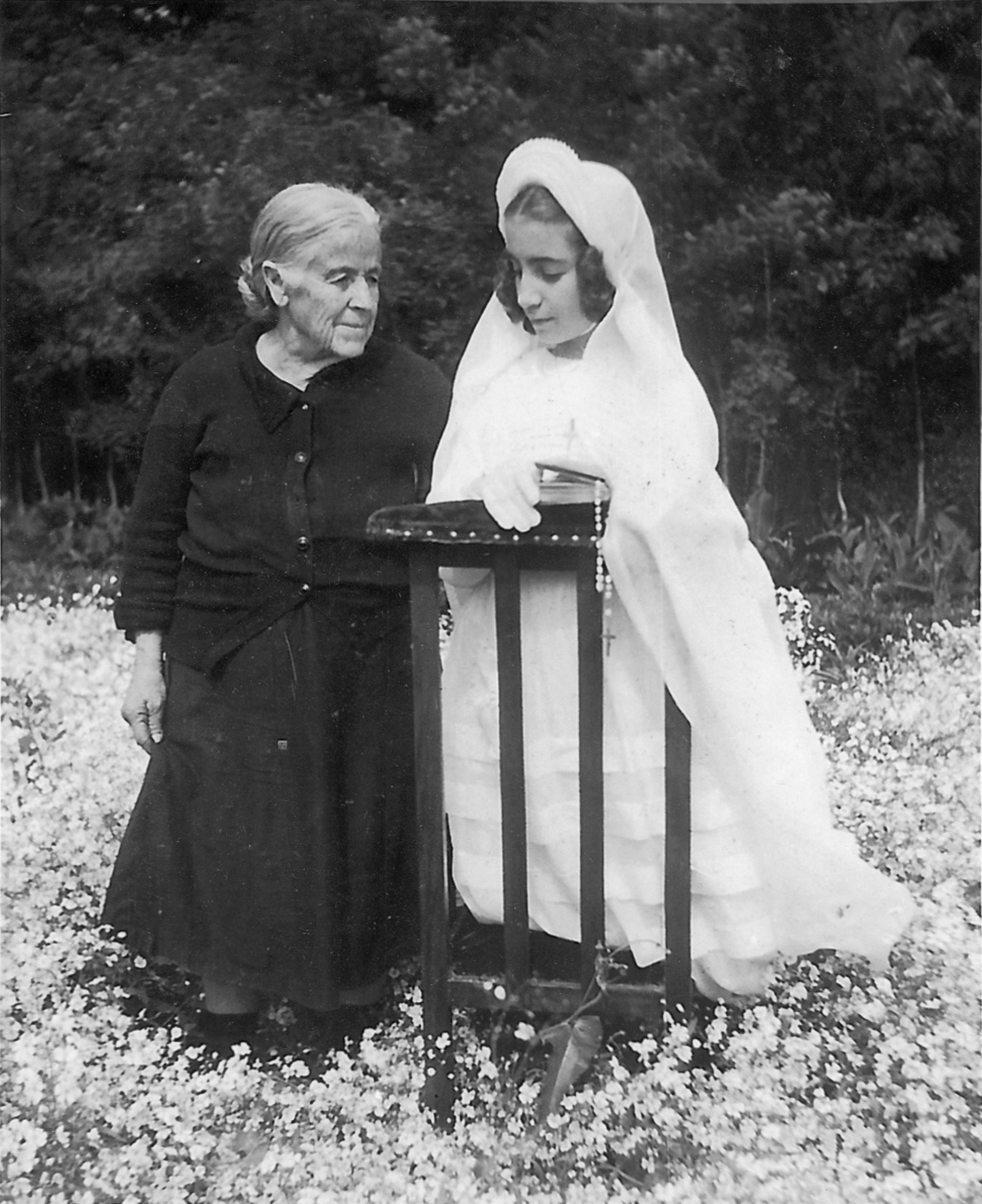
صورة تاريخية لصبية كاثوليكية وجدتها خلال طقس أول قربانة في مدينة سيدي بلعباس.

أعيد إحياء الحضور المسيحي في المغرب العربي خلال القرنين التاسع عشر والعشرين وذلك خلال الاستعمار الفرنسي والإسباني والإيطالي للمنطقة، وذلك مع قدوم عدد كبير من المستوطنين والمهاجرين الأوروبيين والذين أطلق عليهم لقب الأقدام السوداء، أغلبيتهم انحدر من أصول فرنسية أو إيطالية أو إسبانية أو مالطية وحتى من أوروبا الشرقية. وانتمى أغلبهم إلى الكنيسة الكاثوليكية مع وجود لأقلية كبيرة بروتستانتية. انتعشت المسيحية في المغرب فبنيت الكنائس والمدارس والمؤسسات المسيحية وأعيد تأسيس أبرشية كاثوليكية عام 1838، ودخل عدد من السكان المحليين المسلمين إلى المسيحية. وقد تأسست العديد من الرهبانيات منها الآباء البيض المسيحية خدمة مسيحيي البلاد.
احتل الكاثوليك ذوي الأصول الأوروبيّة مناصب عليا في الجزائر الفرنسية واحرزوا نجاحات كبيرة على الصعيد الاقتصادي والثقافي والسياسي، غداة استقلال الجزائر في 5 يوليو 1962، وقدر عددهم بـ 1.4 مليون نسمة مثلوا أكثر من 12% من سكان الجزائر آنذاك، وشكلوا الأغلبيّة السكانية في العديد من المدن منها وهران. وطوّر كاثوليك الجزائر ثقافة مسيحيّة ذات جذور فرنسية ومحلية.

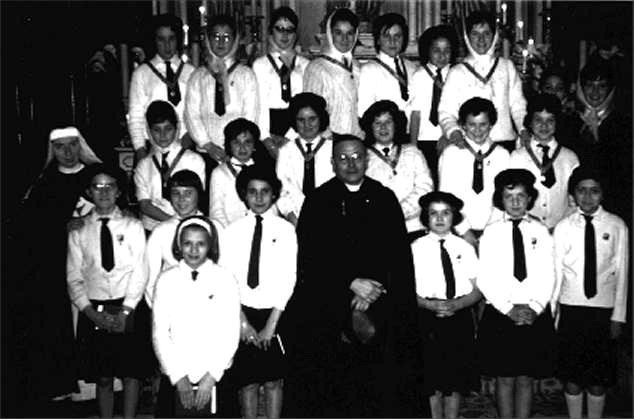
صورة جماعيّة لفتيات كاثوليكيات من مدينة معسكر في الجزائر سنة 1961.

وقد قطع معظم المسيحيين القاطنين منذ الجيل الثاني، لاسيما في الجزائر كل صلة مع الوطن إلام، وتجذر في الأرض وبنوا بيوتًا وقرى وكنائس إلى جانب أو وسط التجمعات السكنية العربية. وقد نقلوا معهم إلى “أوطانهم الجديدة ” كل تقاليدهم الاجتماعية والفكرية ومؤسساتهم الثقافية والدينية، وان الكنيسة نظمت خدمنها تجاه رعاياها ومارست نشاطاتها الدينية والاجتماعية والثقافية بصورة طبيعية. وفد كان وجه الكنيسة كاثوليكياً –لوفود إتباعها من أقطار كاثوليكية في أكثريتها الساحقة– وفرنسيًا أيضًا، ليس في الأشخاص حسب، وإنما في الارتباط الفكري والمعنوي بكنيسة فرنسا.

#### المغرب
كان عدد الأوروبيين المسيحيين المقيمين بالمغرب عند نهاية القرن التاسع عشر وبداية القرن العشرين محدودًا، فكانوا في سنة 1830 حوالي 250 شخصًا منهم 220 في طنجة، ثم ارتفع العدد إلى 700 في سنة 1858، ثم 1,400 في سنة 1864، فصاروا 3,000 عام 1884، ليصلوا إلى 10,000 في عام 1910 دون احتساب قوات الغزو والاحتلال الفرنسية والإسبانية وسكان مدينتي سبتة ومليلية. كما قدم عدد من المسيحيين اللبنانيين، الموارنة منهم على وجه الخصوص، الذين استقدمتهم الكنائس المسيحية المستقرة في طنجة. ساهمت الراهبات في ميلاد جمعية التضامن النسوي حيث إنطلقت من دار الراهبات بحي راسين بالدار البيضاء، أول جمعية تضامن نسوي في المغرب. ومن المسحيين المغاربة الذين اشتهروا في بداية القرن العشرين: الأب جون محمد بن عبد الجليل، والمبشر مهدي قصارة.
في 1927 وصل عدد الكاثوليك في المغرب حوالي 100,000. وقبيل الاستقلال وصلت أعداد الكاثوليك وحدهم إلى 550,000. وبحسب إحصائيات أسقفيّة الرباط وصل عدد الأهالي المنصرّين إلى (158) عام 1939 وعدد أفراد المجتمع المسيحي بالمغرب إلى 200,000 عام 1940 وعام 1941. وغداة الحرب العالمية الثانية دعا الأسقف لوفيفر (بالفرنسية: Lefèvre) اليسوعي بالمغرب إلى تأسيس مدرسة فلاحية في تمارة ولكن الدعوة بدأت تخبو بعد صدور التصريح الدولي لحقوق الإنسان عام 1948 فبدأت مرحلة الحوار الحر، عن طريق الكرم والإحسان وأصبحت جمعية (بالفرنسية: Maroc Monde) منبرًا للودادية المغربية التي تضم يهودًا ومسلمين ومسيحيين. وفي عام 1944 ظهرت مجلة تيريس افريك (بالفرنسية: Terres d’Afrique) لصاحبها بول بوتن (بالفرنسية: Paul Butin) ثم المتوسطية (بالفرنسية: Méditerranée) عام 1946 لمحاربة الإدارة المباشرة التي كانت تمارسها الحماية.
شكلّ الأقدام السوداء المسيحيين ذوي الأصول الأوروبية تقريبًا حوالي نصف عدد سكان مدينة الدار البيضاء. خلال سنوات 1940 و1950، وكان الدار البيضاء مركزًا رئيسيًا لأعمال الشغب المعادية لفرنسا. تم هجوم بالقنابل في يوم عيد الميلاد عام 1953 والذي تسبب في سقوط العديد من الضحايا.

#### تونس

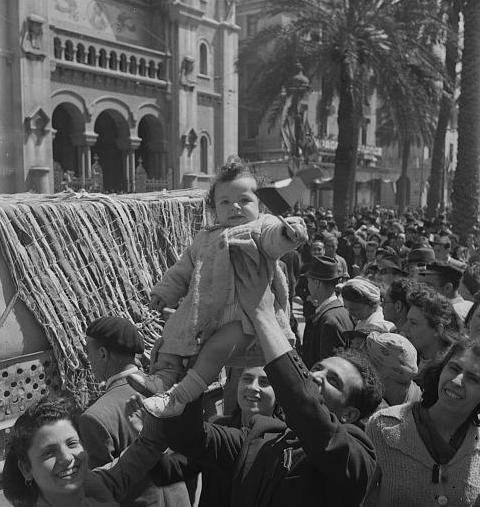
صورة تاريخية لإيطاليين كاثوليك في تونس العاصمة.

بدأ الحضور الكاثوليكي في تونس في العودة بشكل مكثف منذ القرن التاسع عشر، مع هجرة الإيطاليين والمالطيين إلى تونس. كانت أغلبية الكاثوليك من المنحدرين من أصول إيطالية ومالطية وفرنسية ممن استوطنوا تونس إبّان الإستعمار. في عام 1926 وصل أعداد الكاثوليك إلى 105,000 وفي عام 1956 وصلت أعداد الكاثوليك إلى 250,000؛ وشكّل الكاثوليك نسبة سكانيّة عاليّة في العديد من المدن منها حلق الوادي وجربة وتونس العاصمة وبنزرت. في سنة 1936 شكل الكاثوليك حوالي 35% من سكان مدينة حلق الوادي، وبنت الكنيسة العديد من المدارس الكاثوليكية والمشافي والمؤسسات الترفيهيَّة لخدمة الجاليات الكاثوليكيَّة في البلاد.
هاجر الغالبيَّة من الكاثوليك عقب استقلال البلاد بسبب حملة بسبب التأميمات التي قام بها الحبيب بورقيبة، حيث كان الحبيب بورقيبة يربط ما بين الوجود المسيحيّ وسنوات الإستعمار ورأى فيه شيءًا من الماضي. في عام 1964 وقعت اتفافية بين بورقيبة والفاتيكان تحت اسم صيغة تعايش. وقام البابا يوحنا بولس الثاني بتنصيب أوّل أسقف عربيّ (وهو المطران فؤاد طوال، الذي أصبح فيما بعد بطريرك القدس)، واستمرّ هذا الاختيار مع خلفه المطران مارون لحام.

#### ليبيا

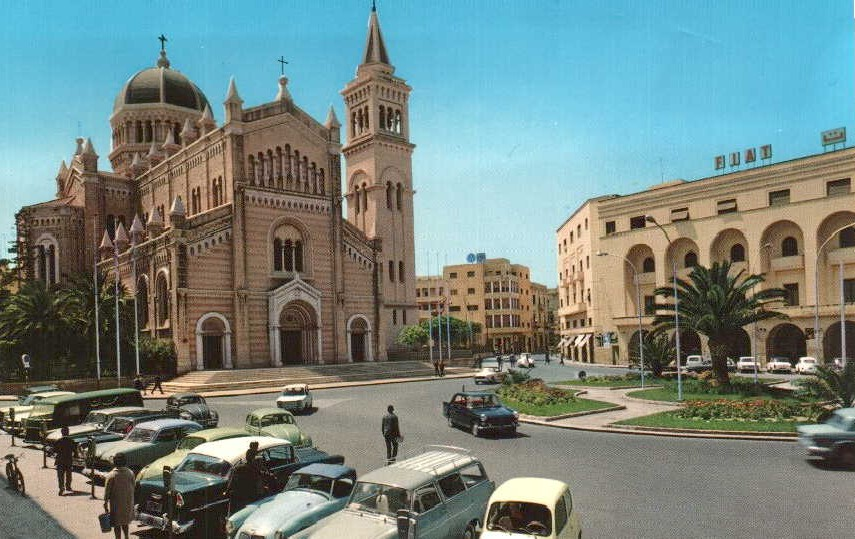
كاتدرائية طرابلس.

كانت الأقليّة التي تتبع المذهب الكاثوليكي أكبر الأقليات الأجنبية المسيحية في ليبيا إبان الإحتلال الإيطالي للبلاد وقد وصلت أعدادهم إلى 140,000 قبيل الاستقلال أي حوالي 12.37% من السكان، وكانت أكبر جالية كاثوليكية هي المنحدرة من الليبيون الإيطاليّون، وانقرضت تلك الجالية تدريجيًا مع طرد بقايا الاستعمار في بداية السبعينيات بعد قرار معمر القذافي بطرد الجالية الإيطالية في العام 1970.
في 1911 قامت مملكة إيطاليا بالدخول في حرب مع الدولة العثمانية التي كانت تسيطر على ليبيا في ذلك الوقت، وتمكنت إيطاليا من السيطرة على ليبيا كمستعمرة لها. وقامت بتشجيع المستوطنين الإيطاليين على المجيء إلى ليبيا واستمر الأمر حتى قيام الحرب العالمية الثانية.
في ليبيا قام الإيطاليون الكاثوليك في أقل من ثلاثين عاما (1911 - 1940) ببناء مجموعة كبيرة من أعمال المرافق العامة مثل الطرق والمباني والموانئ. كما ازدهر الاقتصاد الليبي، كما قام المزارعون الإيطاليون بالحصول على أراض لزراعتها بتسهيلات حكومية. اعتبرت ليبيا «أمريكا» جديدة بالنسبة للمهاجرين الإيطاليين.

#### الصحراء الغربية
كانت الصحراء الغربية مستعمرة إسبانية سابقة، وكانت قد وصلت العقيدة الكاثوليكية عبر الاستكشاف البرتغالية والاستعمار الإسباني السابق. قبل لإسبانيا التخلي عن البلاد من قبل إسبانيا في عام 1975، كان هناك أكثر من 20,000 كاثوليكي إسباني والذين قد غادروا البلاد بناءً على أوامر الجنرال فرانكو.

## الوضع الحالي

### الجزائر

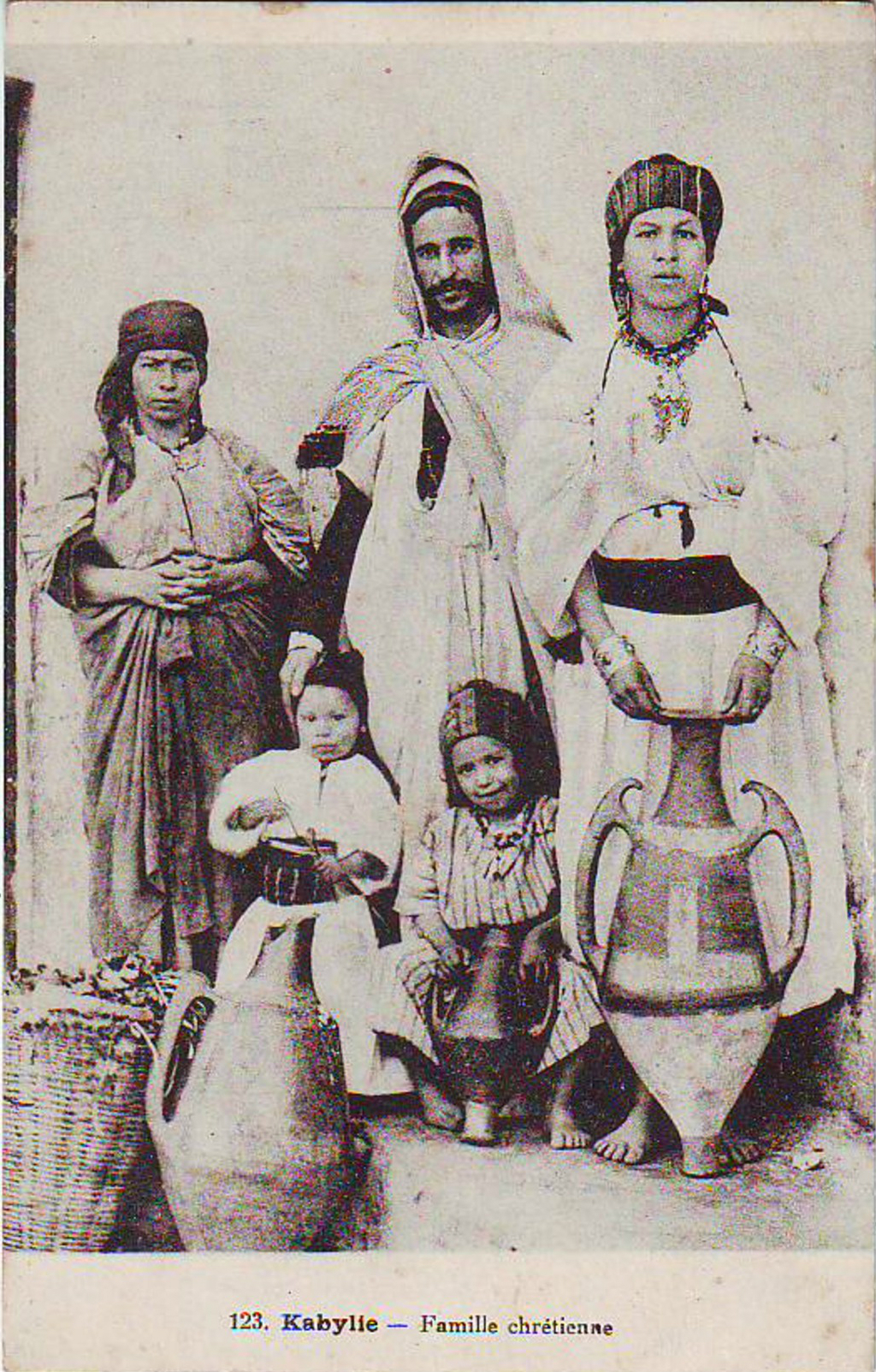
أسرة مسيحيَّة أمازيغيَّة من منطقة القبائل.

بدأ مسيحيين الجزائر بالمغادرة عند بداية الاستفتاء وقبل إعلان الاستقلال رسميًا. وقد غادر العديد من الكاثوليك ذوي الأصول الأوروبيّة إلى فرنسا؛ والتي تؤوي نحو مليون ممن ينعتون بلقب «الأقدام السوداء»، نصفهم تقريبًا يعيش في المقاطعات الفرنسية الجنوبية على شواطئ المتوسط، النقطة الأقرب إلى ما زالوا يعتبرونه موطنهم الأصلي. يشكل «الأقدام السوداء» قوة ضغط لا يُستهان بها في فرنسا. وهم متغلغلون في كافة جوانب الحياة السياسية والاقتصاديَة والإعلاميّة والفنيّة.
غداة الاستقلال بعد 5 يوليو 1962 قدّرت أعداد المسيحيين في الجزائر بأكثر من مليون نسمة كانت نسبتهم تمثل أكثر من 12% من سكان الجزائر. وعقب استقلال الجزائر هاجرت اعداد كبيرة من مسيحيين الجزائر مع تعرضهم موجات العنف، منها اغتيال أسقف وهران بيار كلافري الكاثوليكي وقتل الرهبان السبعة في تيبحرين بالجزائر عام 1996. خلال تلك الحقبة، والمعروفة باسم الحقبة السوداء، فقد بين 100,000 و200,000 الجزائريين حياتهم.
وفي عام 2006 قامت السلطات الجزائرية بتطبيق قانون تنظيم الشعائر الدينية، وبحسب رأي الكثير من المراقبين فإن الهدف من هذا القانون في المقام الأول هو الحد من الأنشطة التبشيرية  وعلى الرغم من أن العدد الحالي للمسيحيين في شمال أفريقيا منخفض، فإن الكنائس التي بنيت خلال الاحتلال الفرنسي لا يزال من الممكن العثور عليها.
هناك بعض الأدلة على أن عددًا من سكان شمال أفريقيا المسلمين اعتنقوا المسيحية في السنوات الأخيرة. مجموع عدد المسيحيين لا يزال منخفضًا جدًا بالمقارنة بسكان تلك البلدان. النسبة المئوية للمسيحيين في الجزائر هو أقل من 2% (2009). تشير بعض التقارير إلى وجود أكثر من 100,000 جزائري معتنق للديانة المسيحية خاصًة البروتستانتية. يقول تقرير للقناة الفرنسية France 24 بتصاعد ظاهرة التعميد الجزائر ونشاط الكنيسة الانجيلية المتصاعد في كل أنحاء العالم وبخاصة الجزائر. ويقول الأب كريم: «هناك عدد هائل من المسلمين الجزائريين الذين اعتنقوا المسيحية. خمسين مسجدا في تيزي وزو، عشرون في بجاية افرغوا من المسلمين بسبب ذلك».

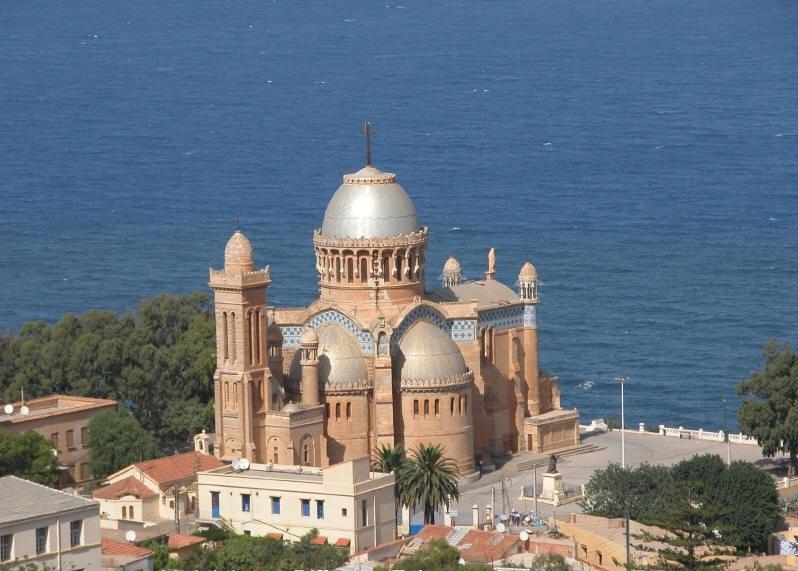
كاتدرائية نوتردام أفريقيا بالجزائر.

في عام 2009، أحصى مكتب الأمم المتحدة حوالي 45,000 من أتباع الكنيسة الرومانية الكاثوليكية القسم الأكبر منهم من ذوي الاصول الأوروبية ممن سكنوا إبّان الاستعمار ويتجمعون في العاصمة أو المدن الكبرى و10,000 من البروتستانت في الجزائر في حين وحسب العديد من الإحصائيات المختلفة يتراوح عدد البروتستانت في الجزائر بين 100,000 إلى 150,000. في الفترة الأخيرة زاد عدد معتنقي الديانة المسيحية سواء بسبب العاملين الأجانب المتوافدين على الجزائر أو المسلمين الذين اعتنقوا الديانة المسيحية.
في عام 2009، أحصى مكتب الأمم المتحدة حوالي 45,000 من أتباع الكنيسة الرومانية الكاثوليكية القسم الأكبر منهم من ذوي الأصول الأوروبية ممن سكنوا البلاد إبّان الإستعمار ويتركزون في العاصمة والمدن الكبرى و10,000 من البروتستانت من ذوي الأصول الأوروبية في الجزائر؛ في حين تقدر العديد من الإحصائيات المختلفة عدد البروتستانت من العرب والأمازيغ في الجزائر بين 100,000-150,000؛ القسم الأكبر منهم من أصول جزائرية مُسلمة. وقدّرت دراسة تعود لعام 2015 عدد المسلمين المتحولين للديانة المسيحية في الجزائر بين السنوات 1960-2015 بحوالي 380,000 شخص. ويتركز الوجود البروتستانتي المحليّ في منطقة القبائل. وتقدر أعداد المجتمع المسيحي من القبايل الأمازيغ بحوالي 30,000 نسمة. قسم منهم من المتحولين الجدد للمسيحية.

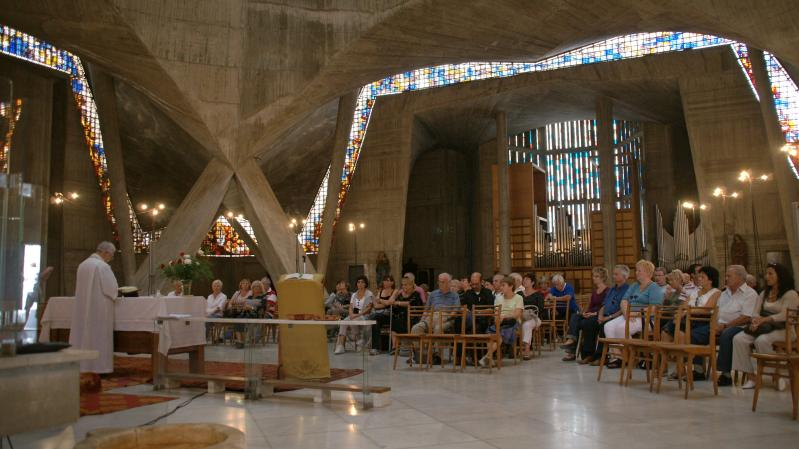
جزائريّون كاثوليك من الأقدام السوداء يؤدون الصلوات في كاتدرائيّة القلب المقدس في عاصمة الجزائر.

تتكون الجماعة المسيحيّة الكاثوليكية في الجزائر من من بقايا الأوربيين أو الأقدام السوداء، الذين لم يغادروا البلاد بعد الاستقلال وثورة التحرير الجزائرية، فضلًا عن اللبنانيين الموارنة الذين قدموا إلى الجزائر بين الأعوام 1845 و1867. بالإضافة إلى جماعات مسيحية جديدة تكونت منذ 15 سنة الأخيرة، وهي جماعات تتكون من الطلبة الأفارقة الوافدين للدراسة في الجزائر، وهم من حوالي 30 دولة أفريقية، وغالبيتهم يتكلمون اللغات الفرنسية والإنجليزية والبرتغالية، كما أن هناك جماعات مسيحية جديدة تكونت خلال السنوات الخمس الأخيرة تتكون من بعض العمال الأوربيين للشركات الفرنسية والأوربية العاملة في الجزائر. تملك الكنيسة الكاثوليكية بعض المستشفيات والمدارس والكنائس والمقابر، كما تقوم وزارة الشؤون الدينية والأوقاف الجزائرية بمنح رواتب رجال الدين المسيحيين الجزائريين الذين حصلوا على الجنسية الجزائرية بعد الاستقلال.
وتتكوّن الجماعة المسيحيّة الأرثوذكسية من من العمال الروس وبعض الموظفين اليونانيين فضلًا عن عدد من العمال المصريين الأقباط الذين يعملون لدى شركات أوراسكوم للإتصالات وأوراسكوم للبناء، وهم يعملون في العاصمة الجزائر ومدينة وهران وقد قدّر عددهم الأب هنري تيسي بحوالي 1,000 قبطي يتبع طقوس الكنيسة القبطية الأرثوذكسية.
في حين تتكون الجماعات المسيحية البروتستانتية من المسيحيين المواطنين وهم إمّا عربًا أو أمازيغيًا. وتترواح أعداد البروتستانت من الأمازيغ والعرب بين 50,000 إلى 100,000 وإلى 150,000 بحسب إحصائيات مختلفة. يتركز الوجود البروتستانتي المحليّ في منطقة القبائل. في حين تقدّر أعداد البروتستانت من ذوي الأصول الأوروبية بحوالي 10,000 بنتمي أغلبهم إلى الكنيسة الميثودية والكالفينية. يتعرض البروتستانت الجزائريين من الأصول المُسلمة إلى العديد من المضايقات من قبل الحكومة.

### المغرب

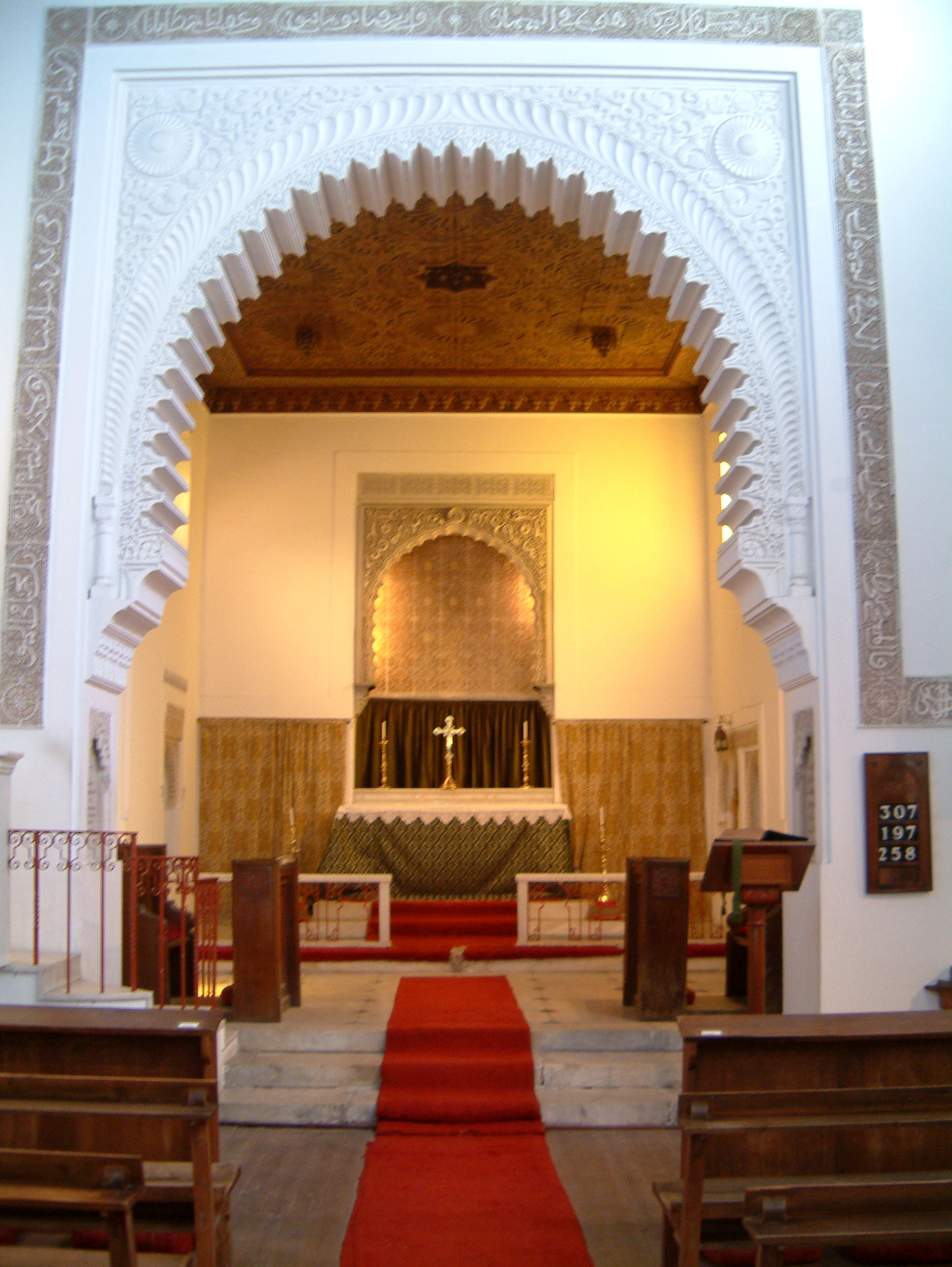
كنيسة القديس أندرو الإنجليكانيّة في مدينة طنجة؛ وهي مبنيّة على الطراز المعماري الطراز المغربي الإسلامي.

بدأت بعد الاستقلال (1956- 2005) مرحلة الحوار أو التسامح وقد بلغ عدد المسيحيين في أسقفتي الرباط وطنجة (478,000) أي 5.2% من عدد السكان؛ علمًا أنه عقب استقلال المغرب اضطّر عدد كبير من المسيحيين خصوصًا من الأقدام السوداء ورجال الدين الهجرة بسبب أعمال العنف .ثم تقرر عام 1983 وضع نظام رسمي للكنيسة المسيحية بالمغرب في رسالة وجهها الملك الحسن الثاني يوم 30 ديسمبر 1983 إلى البابا يوحنا بولس الثاني.
يتكون المجتمع المسيحي المغربي الذي يشكل حوالي 1.1% من نسبة السكان أي حوالي 380,000 وذلك طبقًا لتقديرات عام 2009. من كنيستين رئيسيتين وهي الكنيسة الرومانية الكاثوليكية والبروتستانتية. معظم المسيحيين يقيمون في الدار البيضاء والمناطق الحضرية مثل الرباط. القسم الأكبر من مسيحيي المغرب هم من ذوي الأصول الأوروبية خصوصًا الفرنسيّة والإسبانيّة ممن سكنوا ابان الاستعمار، بالإضافة إلى سكان محليين من أصول مسلمة وغالبًا ما يمارسون شعائرهم الدينية بسرية وبكنائس خاصة فيهم وأغلبهم اعتنق البروتستانتية بشكل خاص.
أشارت عدد من الصحف إلى تحول بين 25,000 إلى 45,000 مغربي للمسيحية في السنوات الأخيرة. ويعود هذا النمو المتزايد بسبب المواقع المسيحية والفضائيات المسيحية التي تنتقد الإسلام. وحسب تقرير للدراسات بالولايات المتحدة بتعاون مع السفارة الأمريكية بالمغرب، أفاد واعتمادًا إلى استطلاع الرأي، بأن عدد المغاربة ممن تحولوا إلى المسيحية خلال الربع الأول من العام 2012 وصل إلى 8,000 شخص. وتشير بعض التقديرات إلى أن أعداد المسيحيين المغاربة (من أصول عربيّة وأمازيغيّة) يبلغ حوالي 150,000 نسمة.
تملك الكنائس المسيحيّة خاصًة الكنيسة الرومانية الكاثوليكية العديد من المؤسسات الاجتماعية والتعليميّة. على سبيل المثال تضم مؤسسات التعليم الكاثوليكي بالمغرب ست عشرة مؤسسة موزعة على الأراضي المغربية، أربع مؤسسات بالقنيطرة، وخمسًا في الدار البيضاء، وثلاثًا في مدينة الرباط، وواحدة في مكناس، واثنتين بالمحمدية، وواحدة في مراكش. فضلًا عن عدد من دور الأيتام أبرزها باب دار الأيتام «قرية الأمل» في منطقة الأطلس المتوسط بالمغرب، والتي شكلّت قضية ترحيل العاملين في دار الأيتام «قرية باب الأمل» انتقادات دولية واسعة.
من أشهر المغاربة المسيحيين على الساحة الإعلامية الإعلامي المشهور ب الأخ رشيد والذي يقدم برنامجا ينتقد فيه الإسلام ويقارنه بالمسيحية، البرنامج يحمل عنوان "سؤال جريء" على قناة الحياة التبشيرية. يتعرض المغاربة المسيحيون للمضايقات الأمنية والإستجواب والإستنطاق في مختلف مناطق المملكة، بالإضافة للاضطهاد من الأهل والمجتمع، ومن بين الحالات التي تقبع خلف الجدران بسبب اعتناقه للديانة المسيحية حالة جامع أيت باكريم المسجون منذ سنة 2005 في سجن القنيطرة حيث يقضي فيه عقوبة حبسية ب 15 سنة.

### تونس

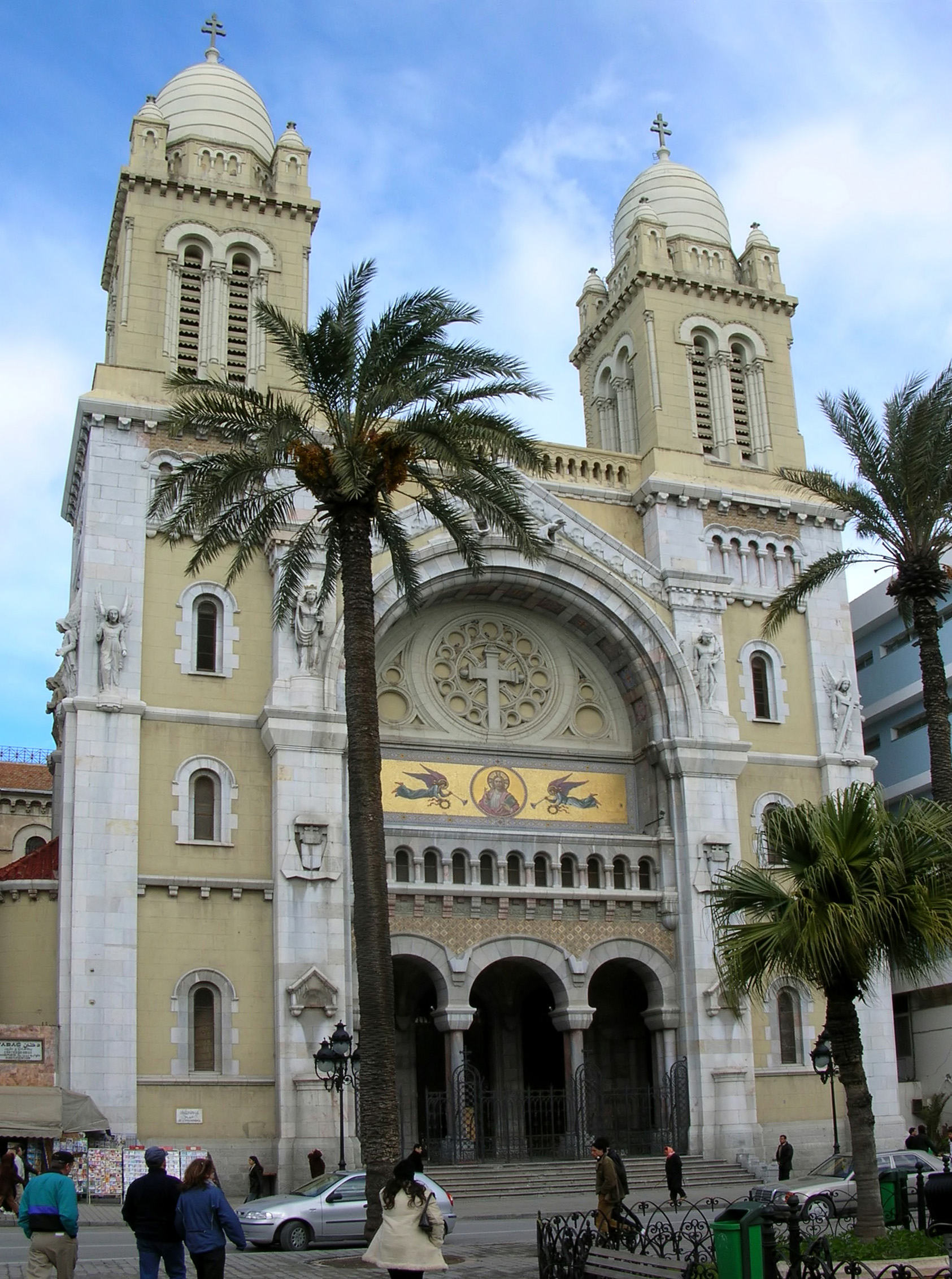
كاتدرائية القديس فنسون دو بول في تونس العاصمة.

يصل عدد المواطنين المسيحيين إلى 35,000 وهم الناطقون بالعربية وأيضا من المنحدرين من أصول أوروبية. وينتشر المسيحيين التوانسة في جميع أنحاء تونس.
يأتي الكاثوليك في المقدمة مع 30,700 كاثوليكي، كما أنّ أغلبية الكاثوليك هم من المنحدرين من أصول إيطالية ومالطية وفرنسية ممن استوطنوا تونس إبّان الإستعمار. وتشرف عليهم أسقفية تونس والتي يرأسها المطران مارون لحام، تملك الكنيسة الكاثوليكية وإثني عشرة كنيسة وتسعة مدارس والعديد من المكتبات والعيادات. بالإضافة إلى الخدمات الدينية فالكنيسة الكاثوليكية تفتح الأدير وتنظم الأنشطة الثقافية بحرية، وتنفذ الأعمال الخيرية في جميع أنحاء البلاد.
وفقًا لزعماء الكنائس البروتستانتية هناك 2,000 بروتستانتي في تونس أغلبهم مواطنين مسلمين تحولوا إلى المسيحية، كما وأشار مكتب الديمقراطية وحقوق الإنسان والعمل للولايات المتحدة إلى وجود الآف التوانسة تحولوا إلى المسيحية.
الكنيسة الأرثوذكسية الروسية لديها ما يقرب من 100 عضو وتدير كنيسة في تونس وآخرى في بنزرت. الكنيسة البروتستانتية في فرنسا تحتفظ بكنيسة تابعة في تونس، مع تجمع من 140 عضوا أغلبهم من أصول فرنسية في المقام الأول. الكنيسة الأنجليكانية تملك كنيسة في تونس العاصمة مع أعضاء من عدة مئات وهم من الأجانب في الغالب. هناك أيضًا 50 عضو يتبع كنيسة الأدفنتست. الكنيسة الأرثوذكسية اليونانية تملك 3 كنائس في تونس العاصمة، سوسة، وجربة. وهناك أيضا 50 عضو من شهود يهوه، حوالي النصف هم من المقيمين الأجانب والنصف الآخر من المواطنين. وفي بعض الأحيان، تعقدت الجماعات الدينية الكاثوليكية والبروتستانتية الخدمات الدينية في مساكن خاصة أو مواقع أخرى.
في 17 ديسمبر من عام 2010 بدأت الثورة التونسية والتي أعقبها تغييرات سياسيَّة واجتماعيَّة في تونس، أشارت التقارير أنه بعد الثورة التونسية إستغل المتطرفون الإسلامويون حرية التعبير الجديدة مصعدين ضغوطاتهم على المسيحيين في تونس عبر تهديدات لفظية وملموسة رافضة لديانتهم. في18 فبراير من عام 2011 عُثر على جثة كاهن بولندي في الرابعة والثلاثين من العمر يدعى مارك ريبينسكي في مدرسة كاثوليكية في منطقة منوبة جنوب العاصمة تونس، حيث تبين أنه قتل ذبحًا.
كما ويمثِّل اعتناق الديانة المسيحية قرارًا له عواقب وخيمة؛ حيث وعلى الرغم من عدم وجود اضطهاد من قبل الدولة، لكن المسيحيين التونسيين يواجهون في حياتهم الخاصة الكثير من الرفض. يذكر أن أعضاء الجمعية المعنية بصياغة الدستور قامت بإجراء اتصالات مع المسيحيين التونسيين من أجل سماع آرائهم في سياسة شؤون الأقليات المستقبلية.

### ليبيا

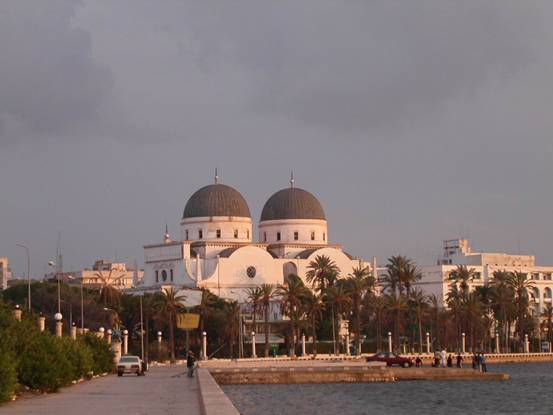
كاتدرائية بنغازي.

تعتبر الجالية الأرثوذكسية القبطية أكبر الجاليات المسيحية الديانة في ليبيا وأغلبهم من العمالة المصرية الوافدة، وبلغ عدد أقباط ليبيا حوالي 160,000، ويشمل هذا العدد تابعي الكنيسة الروسية الأرثوذكسية والكنيسة الصربية الأرثوذكسية والكنيسة اليونانية الأرثوذكسية الذين يُقّدر عددهم بحوالي 60,000.
أمّا الجالية الكاثوليكية فقدرت بحوالي 50,000 معظهم من المنحدرين من أصول إيطاليّة ومالطية والذي يعود تواجدهم في ليبيا إلى الإستعمار الإيطالي. بالإضافة إلى العمال الأوروبيين في الشركات والممرضات الأوروبيات في المستشفيات الليبية. وكذلك يوجد عدد اقل من الأنجيليكان وأغلبهم من المهاجرين الأفارقة.
وتعتبر العلاقات بين الغالبية الساحقة من المسلمين الليبيين والأقليات الأجنبية التي تدين بالمسيحية سلمية بشكل كبير، ويسمح للمسيحيين في البلاد بممارسة عباداتهم وشعائرهم الدينية بحرية. كما تم في أواخر حكم معمر القذافي اقامة عيد الفصيح بمدينة البيضاء وشارك نحو مئة من الراهبات والرهبان الأجانب في الاحتفال، وكان ذلك تحت رعاية سيف الإسلام القذافي وبحضور توماس كابوتو سفير الفاتيكان غير المقيم لدى ليبيا وجوفاني مارتينيلي أسقف الكنيسة الكاثوليكية في ليبيا.

### سبتة ومليلية

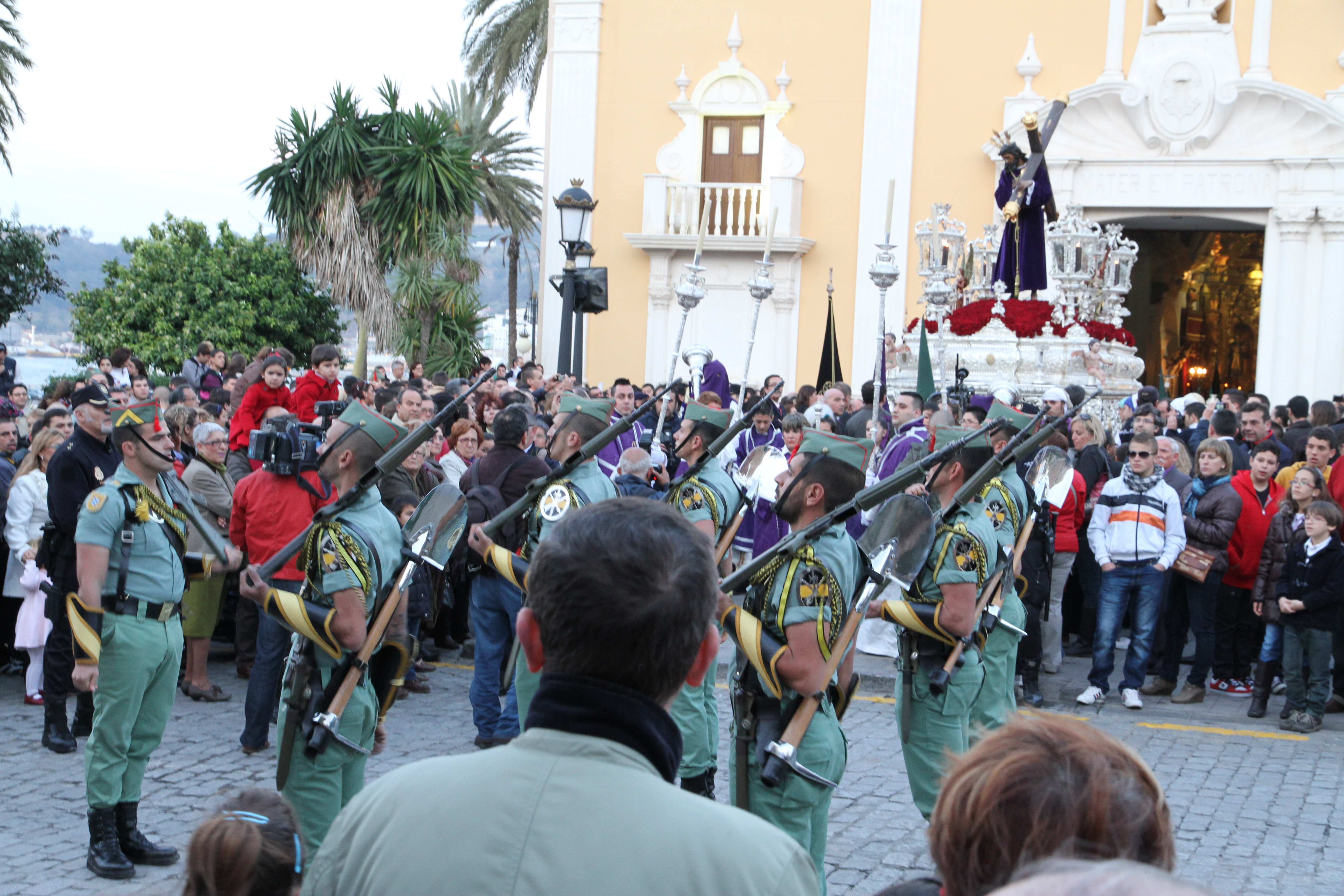
جانب من مسيرة الجمعة الحزينة في سبتة.

في سنة 2005 كان حوالي 77.1% من سكان مدينتي مليلية وسبتة من المسيحيين، أكبر الطوائف المسيحية هي الكنيسة الرومانية الكاثوليكية والتي يتبعها 75.2% من سكان مدينتي مليلية وسبتة. الغالبية العظمى من المسيحيين هم من الإسبان إلى جانب أقلية من الأمازيغ الريفيين. وحوالي 16% من سكان المدينتين من المسلمين إلى جانب 0.5% يهود سفارديم.
في عام 2006 كان حوالي 55.1% من سكان مليلية هم من المسيحيين (الغالبيّة العظمى كاثوليك)، في حين أنّ 35.5% من السكان هم مسلمين وتعيش أيضًا أقلية يهودية هاجر أغلبهم إلى إسرائيل وفنزويلا. وتضم مليلية العديد من الكنائس والكاتدرائيات والمعالم المسيحيّة المختلفة. وجدت إحصائية قام بها مركز البحوث الاجتماعية الإسباني لعام 2012؛ أنَّ 68.0% من سكان مدينة سبتة هم مسيحيين كاثوليك، في حين أنَّ حوالي 37.5% من السكان هم مسلمين، في حين أنَّ حوالي 2.8% من السكان ملحدين ووجدت الإحصائية أنَّ 0.5% من السكان لم يحددوا أي دين. وفي عام 2019 وجدت إحصائية قام بها مركز البحوث الاجتماعية الإسباني أنَّ نسبة الكاثوليك شهدت زيادة ملحوظة في مليلية لتصل إلى حوالي 65% من سكان المدينة، منهم حوالي 41.7% كاثوليك غير ملتزمين وحوالي 23.4% كاثوليك ملتزمين. بالمقابل انخفضت نسبة المسلمين إلى حوالي 20%.
في عام 2006 كان حوالي حوالي 50% من سكان سبتة هم مسيحيين إسبان، 49% هم عرب وأمازيغ مسلمين، 0.25% يهود و0.25% هندوس. يُعد المسيحيين الإسبان في سبتة ومليلية جزء من الشعب الأندلسي، بسبب الخصائص الثقافية واللغوية المشابهة لتلك في الأندلس. بالإضافة إلى ذلك، هناك أقلية كبيرة (حوالي 25%) من المسيحيين في سبتة ومليلية من أصول كتالانيَّة. كما يتواجد في المدينة أقليَّة من الأمازيغ الريفيين والتي تعتنق الديانة المسيحية على المذهب الكاثوليكي والبروتستانتي.

### الصحراء الغربية

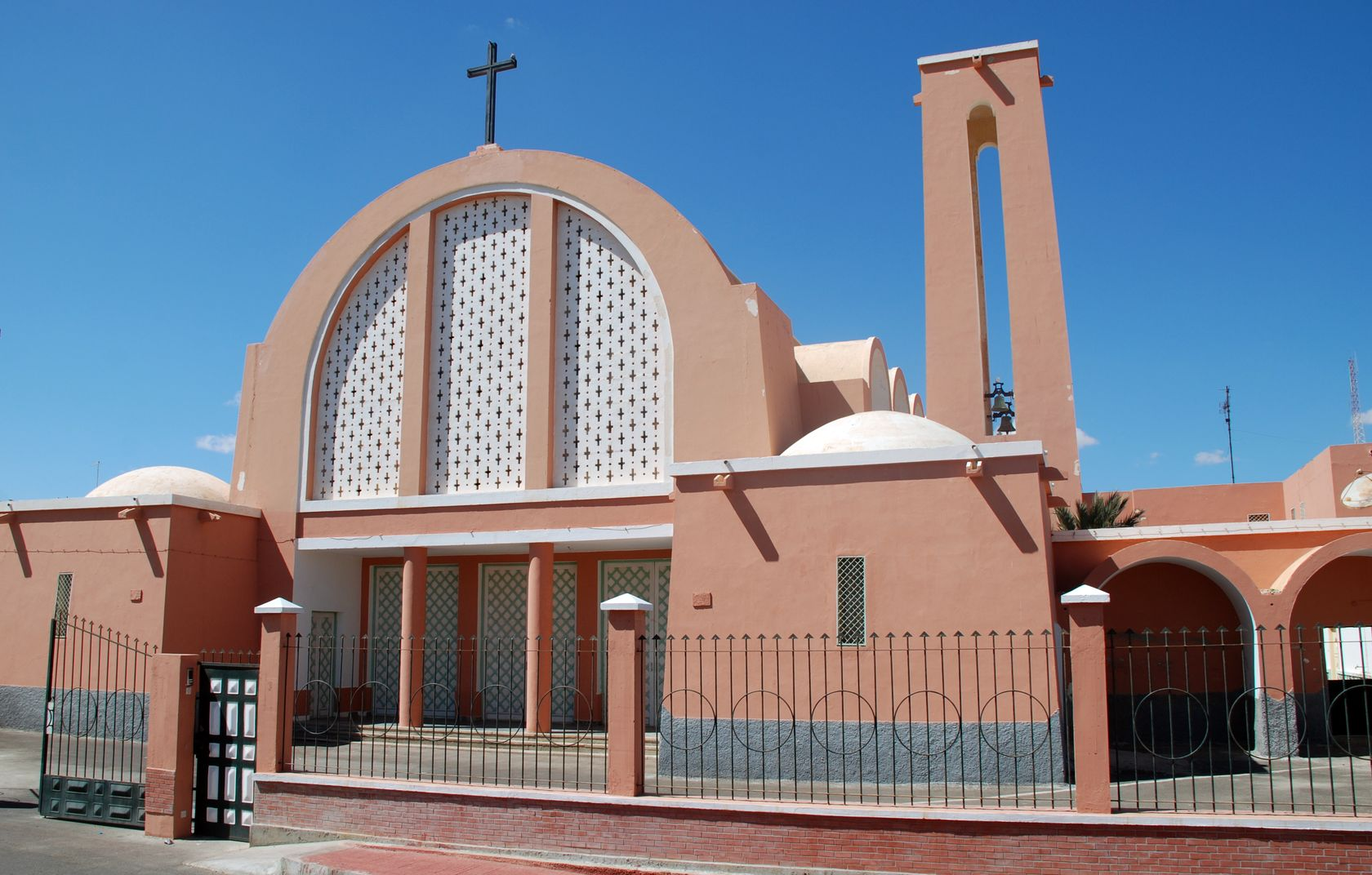
كاتدرائية فرنسيس الأسيزي في مدينة العيون.

تحوي الصحراء الغربية على أقل عدد من المسيحيون في العالم، وتٌعد الكنيسة الرومانية الكاثوليكية أكبر المجتمعات المسيحية في البلاد ويصل عدد أتباعها على ما يزيد قليلًا على 200 أغلبهم من الإسبان المغتربين من أصل عدد سكان البلاد الواصل لأكثر من 250,000.
من الناحيَّة الدينية كان المجتمع المسيحي في الصحراء الغربية جزءًا من المحافظة الرسوليَّة في الصحراء الإسبانية وإفني والتي تأسست في 5 يوليو عام 1954، لتصبح المحافظة الرسولية في الصحراء الإسبانية في 2 مايو عام 1970، ليتم إعادة تسمية المحافظة تحت اسم المحافظة الرسولية في الصحراء الغربية في 2 مايو في عام 1976.
يملك المسيحيين كنيستين في الصحراء الغربية وهي كاتدرائية فرنسيس الأسيزي في مدينة العيون، والتي بنيت لخدمة المجتمع الإسباني في البلاد، وبالتالي كثيرًا ما يطلق على الكنيسة اسم الكنيسة الإسبانية وهي في نطاق المحافظة الرسولية في الصحراء الغربية. الكنيسة الثانية الحاضرة في البلاد هي كنيسة سيدة جبل الكرمل في مدينة الداخلة. وتقوم الكنيسة بخدمة المجتمع الإسباني الكاثوليكي في مدينة الداخلة ويقوم على رعاية الكنيسة مجموعة صغيرة من الرهبان الكاثوليك.

### موريتانيا
المسيحية هي أقلية صغيرة في موريتانيا وتقدر أعدادها بحوالي 10,000 نسمة، معظمهم من الأجانب. أكبر الكنائس المسيحية هي الكنيسة الرومانية الكاثوليكية والتي يصل عدد أتباعها تقريبَا 4,500 في موريتانيا تتبع الكنيسة الكاثوليكية الموريتانية أبرشية نواكشوط. هناك العديد من الكنائس الأفريقية التي تخدم المغتربين في موريتانيا، رسميًا لا يتعدى وجود البروتستانت أكثر من 200 في البلاد، بمن فيهم الأجانب.
على الرغم من القوانين الصارمة ضد التبشير المسيحي، المجتمع المسيحي الموريتاني في نمو وتشير التقديرات إلى أن هناك 400 - 1,000 شخص عرقي الموريتاني مسيحي، لمدة ثمانية أشهر أقامت قناة معجزة، وهي قناة نرويجية- سويدية مسيحية، يبث تجمعات سرية في الصحراء الموريتانية وحضرها أكثر من 160 شخصًا. نواكشوط بها كاتدرائية القديس يوسف، وهي كاتدرائية كاثوليكية فهي موطن لأبرشية الروم الكاثوليك في نواكشوط، وقد تأسست في عام 1965.